# Locking
Locking je specifický taneční styl, spadajícím pod velkou skupinu dalších tanečních stylů označovanou jako street dance (tzv. pouliční tanec). Jedná se o velmi neformální tanec a hravý styl, jelikož jeho účelem je především pobavit diváka.
Tanečníci locku používají v hojné míře mimiku, nejrůznější gesta a ne zcela obvyklé pohyby – pro tento druh tance jsou však typické. Velmi se zde klade důraz na diváka – tanečníci pracují s publikem, chtějí jej pobavit a zaujmout, jsou zároveň herci. Komediální charakter tohoto druhu tance tedy není nežádoucí či nepatřičný, ale naopak je jeho nedílnou součástí. 
Tento styl se také řadí mezi tzv. funky styles, proto se zpravidla tančí na funkovou hudbu. K tanci patří i specifický způsob oblékání v pestrobarevných kombinacích, který není nutností, avšak znásobí celkový dojem vystoupení (v těchto typických oblečcích tančili především první lockeři). Do typického úboru jsou zahrnuty pruhované podkolenky, vestičky, barevné košile, velcí motýlci, kšandy, čepice, klobouky. Vystoupení probíhá ve skupině, ve dvojicích i sólově.

## Vznik a vývoj
Locking je nejstarším funky stylem v historii street dance. Původní název byl campbellocking, který vznikl v oblasti západního pobřeží v USA (Los Angeles, San Francisco) na základě jména jeho zakladatele Dona Campbella. Tento muž se přičinil ke vzniku tohoto druhu tance zcela náhodou v roce 1960, kdy sám zkoušel nějaké taneční prvky a při pár neúspěšných pohybech, jelikož si je nepamatoval správně, se mu část těla zastavila na určitém místě – kroky nebyly prováděny plynule. Později byl název tance campbellocking zkrácen na kratší „locking“. Mimo jiné se Don Campbell zasloužil o založení taneční skupiny The Cambellock Dancers (později přejmenována na The Lockers), která je dnes již v tomto odvětví legendou. 

## Pohyby
Inspirací pro jednotlivé kroky a pohyby byl hlavně James Brown, který je významnou osobností v historii funkové a soulové hudby. Lockinové pohyby jsou čerpány taktéž z kreslených seriálů (tzv. cartoons), např. Scooby-Doo.
Obvyklou praxí tanečníků je střídání uvolněných a rychlých ostrých pohybů. Mezi pohyby bývá pauza, která zdůrazňuje pózu. Prvky musí být přesně a precizně provedeny, aby se dosáhlo požadovaného vizuálního efektu. Často jsou vystoupení zakončena vtipnou pózou nebo samotným „zmrzlým“ lockem. Velmi se používají nejrůznější gesta a také pantomima. Komunikaci s publikem zahrnuje i tzv. pointing (ukazování). Základními prvky jsou např. lock (open lock), pimp walk, time step, soul train, funky chicken, pacing, scoo b doo, scoobot, point, hitch hike, Captain Morgan, stop'n'go, apod. Název locking je odvozen od slova lock, což v angličtině znamená „zámek“, „zamknout“ (pohyb napodobňuje zamykání).

### Charakteristika některých pohybů
- Scoo B Doo - napodobuje zběsilé Scoobyho běhání ze stejnojmenného kresleného seriálu
- Funky chicken - tanec je prokládán pohyby podobající se pohybům slepice
- Lock - zamykání zámku, hojně se používají především ruce
- Pointing - ukazování často na diváky (kontakt s publikem), do různých směrů (nahoru, dolů, do stran)
- Hitchhiker - základem jsou pohyby palcem a loktem jako při autostopu
- Funky Knees - kleky na kolena a pohyby nohou do stran
- Pimp Walk - zpodobňuje ležérní styl chůze
- Leo-Doo - obsahuje přeskoky a kroky do stran, při kterých se tanečník zhoupne v kolenou
- Campbell Walk - podobný prvku pimp walk, zde je přidána ještě otočka
- Wrist Rolls - zamykání, protáčení zápěstí, lokty, používají se i ramena

## Významní tanečníci
Tanečníci skupiny The Lockers - první světový locker Don Campbell, dále jeho společníci Jimmy „Scoo B Doo“ Foster, Tony „GoGo“ Lewis, James „Skeeter Rabbit“ Higgins, Fred „Mr Penguin“ Berry a další. Tanečníci často praktikovali přebírání názvů jednotlivých pohybů pro své pseudonymy.

## Další zajímavosti
Průběh tance je možno zpestřit dalšími prvky. Pokud si locker hudbu pečlivě předem naposlouchá, přidavá pak do ní nejrůznější triky a vychytávky. Jedná se o show pro lidi, která je napůl divadelním představením; podle toho je také s tancem nakládáno. 